# Reign in Blood
Reign in Blood là album phòng thu thứ ba của ban nhạc thrash metal của Mỹ Slayer. Nó được phát hành vào ngày 7 tháng 10 năm 1986 qua Def Jam Recordings, và là đĩa nhạc đầu tiên của nhóm ra mắt qua một hãng đĩa lớn. Album này đánh dấu lần cộng tác đầu tiên giữa Slayer và Rick Rubin, người đã góp phần giúp âm thanh của ban nhạc phát triển. Reign in Blood được đánh giá tích cực bởi cả giới phê bình và người hâm mộ, và giúp đưa Slayer đến với thính giả nhạc metal đại chúng. Tạp chí Kerrang! mô tả đĩa nhạc là "the heaviest album of all". Cùng Among the Living của Anthrax, Peace Sells... but Who's Buying? của Megadeth và Master of Puppets của Metallica, Reign in Blood đã giúp định rõ âm thanh của giới thrash metal Hoa Kỳ thập niên '80.
Việc phát hành Reign in Blood từng bị trì hoãn do tạo hình bìa đĩa và nội dung phần lời. Track mở đầu, "Angel of Death", có nội dung về Josef Mengele và những hành vi như thí nghiệm trên người, mà Mengele đã thực hiện tại trại tập trung Auschwitz. Ban nhạc từng phát biểu nhiều lần rằng ca khúc này không nhằm ca ngợi chủ nghĩa Quốc xã, và họ chỉ đơn thuần muốn viết về chủ đề này. Đây là đĩa nhạc đầu tiên của Slayer vào được Billboard 200; đạt vị trí cao nhất #94, và được chứng nhận Vàng vào ngày 20 tháng 11 năm 1992.

## Thu âm
Reign in Blood được sản xuất và thu âm năm Los Angeles với Rick Rubin. Đây là trải nghiệm chuyên nghiệp đầu tiên của Rubin với metal, và tầm nhìn mới mẽ của ông đã giúp làm thay đổi mạnh âm thanh của Slayer. Steve Huey của AllMusic tin rằng Rubin đòi hỏi những ca khúc nhanh hơn từ ban nhạc, và cung cập phần sản xuất kỹ càng trái ngược với những đĩa nhạc trước của nhóm. Tom Araya phát biểu rằng hai album trước đó không thể ngang hàng với Reign in Blood về mặt sản xuất.
Tay guitar Kerry King sau đó nhấn mạnh "giống như là, 'Wow—bạn có thể nghe thấy mọi thứ, và những anh chàng đó không chỉ nhanh đâu; nhưng nốt đó được chơi đúng lúc đấy.'"
Jeff Hanneman thừa nhận rằng khi đó họ đang nghe Metallica và Megadeth, và họ nhận ra rằng sự lập lại của guitar riff thật đáng chán. Anh nói, "Nếu chúng tôi làm một đoạn verse hai hoặc ba lần, chúng tôi đã chán nó rồi. Vậy nên chúng tôi không cố làm các ca khúc ngắn hơn—đó chỉ là do chúng tôi thích vậy," kết quả là album chỉ dài gần 29 phút. King nhận định "bạn có thể lượt bớt phần này đi; bạn có thể loại bỏ hoàn toàn ca khúc này, và làm ra một đĩa nhạc mãnh liệt hơn hẳn, đó chính là mục đích của chúng tôi." Khi đĩa nhạc hoàn thành, ban nhạc gặp Rubin, người đã hỏi: "Các cậu có nhận ra nó ngắn thế nào không?" Các thành viên nhìn nhau, trả lời: "Thì sao?" Reign in Blood tốc độ hơn hẳn những nhạc phẩm trước đó, với nhịp độ trung bình 220 BPM.

## Tiếp nhận
| Đánh giá chuyên môn           | Đánh giá chuyên môn |
| Nguồn đánh giá                | Nguồn đánh giá      |
| Nguồn                         | Đánh giá            |
| ----------------------------- | ------------------- |
| AllMusic                      | [ 4 ]               |
| Kerrang!                      | [ 8 ]               |
| Robert Christgau              | B+                  |
| The Rolling Stone Album Guide | [ 10 ]              |
| Stylus                        | A+                  |
| Spin Alternative Record Guide | 10/10               |
| Rock Hard                     | 9.5/10              |

Dù không có lượt phát nào trên radio, đây vẫn là đĩa nhạc đầu tiên của ban nhạc vào được Billboard 200, nó ra mắt tại vị trí #127, và tới tuần thứ sáu thì đạt #94. Reign in Blood cũng đạt #47 trên UK Album Chart, và ngày 20 tháng 11 năm 1992 nó được chứng nhận vàng tại Mỹ.
Reign in Blood được tiếp nhận tích cực từ các nhà phê bình. Trong bài đánh giá của AllMusic, công bố năm 1991, Steve Huey cho album 5/5 sao, mô tả nó là "stone-cold classic." Clay Jarvis của Stylus Magazine cho điểm A+, cho rằng đây là một đĩa nhạc "định nghĩa thể loại," và là "album metal vĩ đại nhất mọi thời." Tạp chí Kerrang! mô tả nó là "heaviest album of all time," và xếp nó ở số #27 trong danh sách "100 Greatest Heavy Metal Albums of All Time". Metal Hammer gọi nó là "album metal hay nhất trong vòng 20 qua." Q Magazine cho Reign in Blood vào danh sách "50 Heaviest Albums of All Time", và Spin xếp album tại #67 trong danh sách "100 Greatest Albums, 1985–2005". Nhà phê bình Chad Bowar từng phát biểu: "Reign in Blood có lẽ là album thrash hay nhất từng được thực hiện." Tháng 8, 2014, Revolver cho đĩa nhạc này vào danh sách "14 Thrash Albums You Need to Own".

## Danh sách ca khúc
| STT | Nhan đề              | Phổ lời        | Phổ nhạc       | Thời lượng |
| --- | -------------------- | -------------- | -------------- | ---------- |
| 1.  | "Angel of Death"     | Jeff Hanneman  | Hanneman       | 4:51       |
| 2.  | "Piece by Piece"     | Kerry King     | King           | 2:03       |
| 3.  | "Necrophobic"        | Hanneman, King | Hanneman, King | 1:40       |
| 4.  | "Altar of Sacrifice" | King           | Hanneman       | 2:50       |
| 5.  | "Jesus Saves"        | King           | Hanneman, King | 2:54       |
| 6.  | "Criminally Insane"  | Hanneman, King | Hanneman, King | 2:23       |
| 7.  | "Reborn"             | King           | Hanneman       | 2:12       |
| 8.  | "Epidemic"           | King           | Hanneman, King | 2:23       |
| 9.  | "Postmortem"         | Hanneman       | Hanneman       | 3:27       |
| 10. | "Raining Blood"      | Hanneman, King | Hanneman       | 4:14       |

| track đính kèm lần tái bản 1998 | track đính kèm lần tái bản 1998 | track đính kèm lần tái bản 1998 | track đính kèm lần tái bản 1998 | track đính kèm lần tái bản 1998 |
| STT                             | Nhan đề                         | Phổ lời                         | Phổ nhạc                        | Thời lượng                      |
| ------------------------------- | ------------------------------- | ------------------------------- | ------------------------------- | ------------------------------- |
| 11.                             | "Aggressive Perfector[a]"       | Hanneman, King                  | Hanneman, King                  | 2:30                            |
| 12.                             | "Criminally Insane" (Remix)"    | Hanneman, King                  | Hanneman, King                  | 3:18                            |

1  "Aggressive Perfector" ngắn hơn và được sản xuất kỹ càng hơn phiên bản trên EP Haunting the Chapel.

## Thành phần tham gia
- Tom Araya – bass, hát
- Jeff Hanneman – lead và rhythm guitar
- Kerry King – lead và rhythm guitar
- Dave Lombardo – trống

Thành phần sản xuất
- Rick Rubin – sản xuất
- Larry Carroll – bìa đĩa
- Howie Weinberg – master
- Andy Wallace – kỹ thuật

## Bảng xếp hạng và chứng nhận
| Bảng xếp hạng              | Vị trí cao nhất |
| -------------------------- | --------------- |
| Album Nhật Bản (Oricon)    | 264             |
| Album Anh Quốc (OCC)       | 47              |
| Album Hoa Kỳ Billboard 200 | 94              |

| Quốc gia                                                                           | Chứng nhận | Số đơn vị/doanh số chứng nhận |
| ---------------------------------------------------------------------------------- | ---------- | ----------------------------- |
| Hoa Kỳ (RIAA)                                                                      | Vàng       | 500.000^                      |
| * Chứng nhận dựa theo doanh số tiêu thụ. ^ Chứng nhận dựa theo doanh số nhập hàng. |            |                               |